# ДНК-метилтрансфераза
ДНК-метилтрансферази (або ДНК-метилаза, англ. DNA methyltransferase, DNA MTase, DNMT) — група ферментів, що каталізують метилювання нуклеотидних залишків в складі ДНК. Завдяки роботі даних ферментів (приєднанню метильної (CH3)-групи) в живій клітині певні ділянки ДНК отримують своєрідне мічення, що впливає на їх активність, функції, іноді — на просторову будову.
ДНК-метилтрансферазною активністю володіють декілька груп ферментів:
- цитозин(C5) -ДНК-метилтрансферази (КФ 2.1.1.37) — ферменти, що відповідають за підтримку картини метилювання геному клітини;
- ферменти системи рестрикції-модифікації, що проявляють аденін(N6)-ДНК-метилтрансферазну (КФ 2.1.1.72) і цитозин(N4)-ДНК-метилтрансферазну (КФ 2.1.1.113) активності (які, по суті, не є основними для цих ферментів); прикладами можуть служити ферменти PvuII і TaqI.

Усі відомі ДНК-метилтрансферази використовують як донора метильної групи S-аденозил-метіонін.
Цитозин(C5)-ДНК-метилтрансферази каталізують перенесення метильной групи від S-аденозил-метіоніну на залишок цитозину, що знаходиться в специфічній послідовності в дволанцюжковій ДНК, з утворенням 5-метилцитозину і S-аденозилгомоцистеїну. Ця реакція необоротна. Порівняння структури прокаріотичних (зазвичай бектеріальних) і еукаріотичних ДНК-метилтрансфераз дозволяє віднести їх до одного класу ферментів. Всі ці ферменти є мономірними білками, що містять консервативні гомологічні ділянки (мотиви послідовності), які відповідають за ферментативні функції. У більшості цитозин(C5)-ДНК-метилтрансфераз налічують до 10-ти таких ділянок. Серед них розрізняють 4 помірноконсервативних мотиви (II, III, V, VII), які можуть бути відсутніми у деяких ферментів, і 6 висококонсервативних мотивів (I, IV, VI, VIII, IX, X). Між ділянками VIII і IX розташований домен TRD (target-recognizing domen, мішень-розпізнаючий домен), довжина і амінокислотний склад якого варіабельні.
Еукаріотичні ДНК-метилтрансферази метилюють цитозин в молекулах ДНК, що не містять митильної горпи через те, що утворюються шляхом напівконсервативної репликації, і містять одну метильовану і одну неметіильовану нитку (так зване підтримуюче метилювання). Ділянками розпізнавання є CpG і CpNpG. ДНК-метилтрансферази еукаріотів здатні, хоч і з меншою ефективністю, проводити метилювання ДНК de novo.

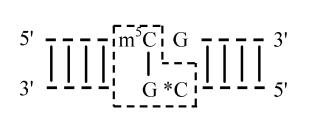
Субстратна специфічність ДНК-метилтрансфераз сімейства DNMT1. Напівметильований дуплекс визначає метилювання цитозину в нижньому ланцюзі. Наявність пари *С з гуаніном у верхньому ланцюзі необов'язкова. Асиметрична ділянка розпізнавання поміщена в рамку.

## ДНК-метилтрансферази ссавців
У ссавців виявлені чотири активних ДНК-метилтрансферази: DNMT1, DNMT2 (TRDMT1), DNMT3a і DNMT3b. Також виявлений білок, структурно схожий з родиною DNMT3, але який не проявляє метилтрансферазної активності — DNMT3L (DNMT3-like).

### Родина DNMT1
ДНК-метилтрансферази родини DNMT1 миші є білками з молекулярною масою близько 190 кДа, що містить 1620 амінокислотних залишків. Основна активність цього ферменту полягає в метилюванні напівметильованих ділянок CpG. Молекула ДНК-метилтрансферази DNMT1 значно більше прокаріотичного ферменту за рахунок наявності N-кінцевої регуляторної ділянки, що становить 2/3, від всієї довжини поліпептидного ланцюга. Саме ця ділянка відповідає за надання «переваги» ферментом напівметильованим ділянкам перед неметильованими. Регуляторна N-кінцева ділянка сполучена з каталітичним C-кінцевим при допомозі Gly-Lys-повторів. Вважається, що ген dnmt1 утворився шляхом злиття гену прокаріотичної ДНК-метилтрансферази з одним або двома генами ДНК-зв'язуючих білків.
N-кінцевий домен містить різні специфічні послідовності, такі як сигнал ядерної локалізації (NLS, nuclear localization signal), цистєїн-багатий Zn-зв'язуючий мотив і спеціальна послідовність, що направляє метилтрансферазу до області реплікації ДНК (TRF, protein targeting to DNA replication foci). Фермент локалізується в областях реплікації ДНК протягом S-фази клітинного циклу, а після її завершення діфундірує до нуклеоплазми. Також N-кінцевий домен ферменту DNMT1 містить послідовність, гомологичну репресору транскрипції HRX, за допомогою якої ДНК-метилтрансфераза in vivo здатна асоціюватися з деацетилазою гістонів.
Людський фермент DNMT1 принципово не відрізняється від мишиного.
Фермент DNMT1 має декілька ізоформ: соматичний DNMT1, проміжний варіант (DNMT1b) і ізоформа, характерна для ооцитів (DNMT1o). DNMT1o синтезується і накопичується в цитоплазмі ооцитів, а потім, під час раннього ембріонального розвитку, транспортується до клітинного ядра (соматичний же DNMT1 постійно локалізується в ядрі).
Фермент може проявляти аномальну метилюючу активність, зокрема, метилювання CpG-пари в області петлі одноланцюжкової ДНК, що вже містить метильовані ділянки CpG.
Інактивація мишачого ферменту DNMT1 приводить до значного (до 70 %) зменшення рівня метилювання геному і до загибелі ембріонів, що розвиваються, на 10-11 день розвитку. Рівень, що залишився, в 30 % і здібність стовбурових клітин до метилювання ретровірусної ДНК de novo забезпечуються іншими ДНК-метилтрансферазами.

### Родина DNMT2 (TRDMT1)
ДНК-метилтрансфераза DNMT2 складається з 415-ти амінокислотних залишків і не містить N-кінцевого регуляторного домену. Інактівація гена dnmt2 у стовбурових клітинах мишей не впливає на їхні здібності до підтримки картини метилювання геному і до метилювання de novo. Амінокислотна послідовність ферменту схожа з послідовностями коротких ДНК-метилтрансфераз рослин, грибів і прокаріотів. У 2006 році Goll et al. показали, що фермент проводить метилювання тРНКAsp по цитозину-38 як in vivo, так і in vitro, і не метилює ДНК. Щоб відобразити функцію ферменту в назві, було вирішено перейменувати його в TRDMT1 (tRNA aspartic acid methyltransferase 1, метілтрансфераза тРНК, що транспортує аспарагінову кислоту).

### Сімейство DNMT3
ДНК-метилтрансферази DNMT3a і DNMT3b проводять метилювання навівметильованих і неметильованих ділянок CpG з однаковою швидкістю. Людські DNMT3a і DNMT3b містять 908 і 859 амінокислотних залишків, відповідно; ген dnmt3b може кодувати і менші поліпептиди унаслідок альтернативного сплайсингу. Гени dnmt3a і dnmt3b активно експресуються в недиференційованих ембріональних стовбурових клітинах, тоді як в диференційованих клітинах рівень їх експресії дуже низький. Інактівация цих генів у мишей приводить до загибелі особин, в середньому, до чотиритижневого віку.
DNMT3a активніше метилює ділянки CpG, ніж CPA, CPT, і CPC. DNMT3a метилює ділянки CpG набагато повільніші, ніж DNMT1, але швидше, ніж DNMT3b. Не зважаючи на те, що функції ферментів DNMT3a і DNMT3b багато в чому перекриваються, є також і відмінності. Так, DNMT3b відповідає за метилювання повторів сателітів в області лінкера, а мутація гена dnmt3b у людини приводить до ICF-синдрому (immunodeficiency cenromeric instability, імунодефіцитна нестабільність центромер, аномалії обличчя). ICF-синдром — це рідкісне аутосомне рецесивне генетичне захворювання, яке характеризується дефектами імунної системи і порушенням нормальної будови обличчя. Синдром пов'язаний з нестабільністю центромерного гетерохромаину. При цьому основні компоненти гетерохроматіну, ділянки сателітів DNA II і DNA III, виявляються недостатньо метильованими.
DNMT3L містить DNA-метилтрансферазний мотив і є необхідною для ефекту материнського геномного імпринтингу, залишаючись при цьому каталітично неактивною (унаслідок відсутності деяких ключових ділянок, необхідних для здійснення каталізу). DNMT3L експресується при гаметогенезі, коли і відбувається імпринтінг геному. Відсутність DNMT3L приводить до біалельної експресії генів, для яких в нормі не характерна експресія материнського алеля. DNMT3L взаємодіє з DNMT3a і DNMT3b у клітинному ядрі. Хоча DNMT3L нездатна проводити метилювання, білок може брати участь в репресії транскрипції (у асоціації з гістоновою деацетілазою).